# Președintele Italiei
Președintele Republicii Italiene (în italiană Presidente della Repubblica) este șeful statului Italia și, ca atare, este destinat să reprezinte unitatea națională și să garanteze politica italiană în conformitate cu Constituția. Mandatul președintelui este de 7 ani.
Președintele actual al Republicii Italia este Sergio Mattarella, ales la 31 ianuarie 2015 și reales la 29 ianuarie 2022. El a devenit al doisprezecelea președinte al Republicii Italiene, la 3 februarie 2015.

## Calificări pentru a candida
- Cetățenie italiană
- Vârstă de cel puțin 50 de ani
- Nu îi este interzis să aibă o funcție politică

## Alegerea președintelui
Președintele Republicii este ales de către Parlament, în ședința comună a Camerei și Senatului, integrat cu 58 reprezentanți numiți de cele douăzeci de regiuni italiene: trei reprezentanți din fiecare regiune (cu excepția Valle d'Aosta, care devine doar un reprezentant), în așa mod  încât să garanteze o reprezentare a autonomiilor locale și a minorităților.
Potrivit Constituției Italiene, alegerile trebuie să aibă loc sub forma de vot secret, cu cei 315 senatori, cei 630 deputați și cei 58 reprezentanți regionali cu permis să voteze.
Alegerea este condusă de președintele Camerei Deputaților, care are autoritatea de a anunța oamenilor voturile.
Votul are loc în Palazzo Montecitorio, casă a Camerei Deputaților, capacitatea clădirii fiind extinsă în acest scop.

## Președinte al Italiei
În prima constituție a Republicii Italia , președintele înlocuiește monarhul ca șef de stat. Președintele a fost ales de Parlament și guvernele regionale pentru un termen de șapte ani.
Status
| Președinte | Președinte      | Președinte                       | Mandat            | Mandat                     | Mandat          | Poziție              | Partid politic                    |
| #          | Portret         | Nume                             | Început mandat    | Sfârșit mandat             | Durată          | Poziție              | Partid politic                    |
| ---------- | --------------- | -------------------------------- | ----------------- | -------------------------- | --------------- | -------------------- | --------------------------------- |
|            |                 |                                  |                   |                            |                 |                      |                                   |
| 1          |                 | Enrico De Nicola (1877–1959)     | 1 iulie 1946      | 1 ianuarie 1948            | 1 an, 335 zile  | Șef de Stat temporar | Partidul Italian Liberal          |
| 1          | 1 ianuarie 1948 | Enrico De Nicola (1877–1959)     | 12 mai 1948       | Președinte                 | 1 an, 335 zile  |                      | Partidul Italian Liberal          |
| 2          |                 | Luigi Einaudi (1874–1961)        | 12 mai 1948       | 11 mai 1955                | 6 ani, 364 zile | Președinte           | Partidul Italian Liberal          |
| 3          |                 | Giovanni Gronchi (1887–1978)     | 11 mai 1955       | 11 mai 1962                | 7 ani, 0 zile   | Președinte           | Creștin Democrat                  |
| 4          |                 | Antonio Segni (1881–1954)        | 11 mai 1962       | 6 decembrie 1964 (demisie) | 2 ani, 209 zile | Președinte           | Creștin Democrat                  |
|            |                 |                                  |                   |                            |                 |                      |                                   |
| 5          |                 | Giuseppe Saragat (1898–1988)     | 29 decembrie 1964 | 29 decembrie 1971          | 7 ani, 0 zile   | Președinte           | Partidul Socialist Democratic     |
| 6          |                 | Giovanni Leone (1908–2001)       | 29 decembrie 1971 | 15 iunie 1978 (demisie)    | 6 ani, 168 zile | Președinte           | Creștin Democrat                  |
| 7          |                 | Sandro Pertini (1896–1990)       | 9 iulie 1978      | 29 iunie 1985 (demisie)    | 6 ani, 355 zile | Președinte           | Partidul Socialist Italian        |
| 8          |                 | Francesco Cossiga (1928–2010)    | 3 iulie 1985      | 28 aprilie 1992 (demisie)  | 6 ani, 300 zile | Președinte           | Creștin Democrat                  |
| 9          |                 | Oscar Luigi Scalfaro (1918–2012) | 28 mai 1992       | 15 mai 1999 (demisie)      | 6 ani, 352 zile | Președinte           | Creeștin Democrat                 |
| 10         |                 | Carlo Azeglio Ciampi (1920–2016) | 18 mai 1999       | 15 mai 2006 (demisie)      | 6 ani, 362 zile | Președinte           | Independent                       |
| 11         |                 | Giorgio Napolitano (1925–2023)   | 15 mai 2006       | 14 ianuarie 2015 (demisie) | 8 ani, 244 zile | Președinte           | Democrați de Stânga / Independent |
| 12         |                 | Sergio Mattarella                | 3 februarie 2015  | prezent                    | 10 ani, 64 zile | Președinte           | Independent                       |